# Lukașivka, Cernihiv
Lukașivka (în ucraineană Лукашівка) este un sat în comuna Anîsiv din raionul Cernihiv, regiunea Cernihiv, Ucraina.

## Demografie
Componența lingvistică a localității Lukașivka
     Ucraineană (98,73%)
     Alte limbi (1,27%)
Conform recensământului din 2001, majoritatea populației localității Lukașivka era vorbitoare de ucraineană (98,73%), existând în minoritate și vorbitori de alte limbi.